# Pietnice
Pietnice (ukr. П'ятниця) – wieś w rejonie samborskim (wczesniej w rejonie starosamborskim) obwodu lwowskiego Ukrainy. Wieś liczy około 710 mieszkańców. Leży nad rzeką Jasienką. Podlega tarnawskiej silskiej radzie.
Szlachecka wieś prywatna Piątnice, własność Herburtów, położona była na przełomie XVI i XVII wieku w powiecie przemyskim ziemi przemyskiej województwa ruskiego. W 1783 na jej gruntach założono kolonię Rosenburg (obecnie Rożewo). Od 1872 r. przez wieś przebiega linia kolei dniestrzańskiej.
W 1921 r. liczyły około 893 mieszkańców. W II Rzeczypospolitej wieś położona w powiecie dobromilskim województwa lwowskiego. W latach 1944–1946 nacjonaliści ukraińscy z OUN-UPA zamordowali tu 4 Polaków.

## Ważniejsze obiekty
- Cerkiew greckokatolicka